# Formazione dei Loudness
La pagina racchiude la cronologia delle formazioni del gruppo musicale heavy metal giapponese Loudness.

## Cronologia delle formazioni

### 1981-1988
- Akira Takasaki - chitarra
- Munetaka Higuchi - batteria
- Masayoshi Yamashita - basso
- Minoru Niihara - voce

### 1989-1991
- Akira Takasaki - chitarra
- Munetaka Higuchi - batteria
- Masayoshi Yamashita - basso
- Mike Vescera - voce

### 1992-1993
- Akira Takasaki - chitarra
- Munetaka Higuchi - batteria
- Masaki Yamada - voce
- Taiji Sawada - basso

### 1994
- Akira Takasaki - chitarra, basso
- Masaki Yamada - voce
- Hirotsugu Homma - batteria

### 1995-2000
- Akira Takasaki - chitarra
- Masaki Yamada - voce
- Hirotsugu Homma - batteria
- Naoto Shibata - basso

### 2001-2008
- Akira Takasaki - chitarra
- Munetaka Higuchi - batteria
- Masayoshi Yamashita - basso
- Minoru Niihara - voce

### 2009-oggi
- Akira Takasaki - chitarra
- Masayuki Suzuki - batteria
- Masayoshi Yamashita - basso
- Minoru Niihara - voce